# 肯尼·麥克萊恩
肯尼·麥克萊恩（英語：Kenny McLean；1992年1月8日—）是一位蘇格蘭足球運動員。在場上的位置是中場。現時效力於英冠球隊諾里奇城，蘇格蘭足球代表隊成員。曾被外借至蘇超球隊阿伯丁。他曾也代表蘇格蘭U19和U21國家足球隊參賽。

## 榮譽

### 球會
诺维奇城
- 英格蘭足球冠軍聯賽冠軍：2018–19、2020–21[5]賽季

## 外部連結
- Soccerway資料庫：肯尼·麥克萊恩